# Луїс Хав'єр Хіль Каталіна
Луїс Хав'єр Хіль Каталіна (Luis Javier Gil Catalina) (12 травня 1954, Мадрид) — іспанський дипломат. Надзвичайний і Повноважний Посол Іспанії в Україні.

## Біографія
Народився 12 травня 1954 року в Мадриді. У 1982 році отримав диплом юриста.
З 1982 року на дипломатичній службі в МЗС Іспанії. Працював в дипломатичному представництві Іспанії в Туреччині, був генеральним консулом Іспанії в Роттердамі.
У 1996 році — став радником в канцелярії Прем'єр-міністра Іспанії.
У 1998 році — координатор Постійного Представництва Іспанії в європейській штаб-квартирі в Брюсселі. 
У жовтні 2002 року — генеральний секретар у закордонних справах.
З 26.05.2005 по 2009 рік — Надзвичайний і Повноважний Посол Іспанії в Україні.